# Konstantin Smeshko
Konstantin Evgenievich Smeshko (en russe, Константи́н Евге́ньевич Смешко́), né le 28 décembre 1962 et mort le 26 décembre 2024,, est un commandant militaire russe, chef adjoint des troupes du génie des Forces armées de la fédération de Russie (depuis 2017) et général de division.

## Biographie
Jusqu'au 9 janvier 2011, il a occupé le poste de chef des troupes du génie du district militaire d'Extrême-Orient, puis, par décret du président de la fédération de Russie Dmitri Medvedev, il a été nommé chef des troupes du génie du district militaire est.
De 2012 à 2017 - a commandé les troupes du génie du distict militaire Sud, en 2017 il a été nommé chef adjoint des troupes du génie des Forces armées de la fédération de Russie.
De janvier à fin juillet 2013, les sapeurs des troupes du génie sous la direction de Smeshko ont dégagé 830,6 hectares en République tchétchène : 1 292 000 objets explosifs ont été découverts et neutralisés. En Ingouchie, sur la même période, les spécialistes ont dégagé 108,5 hectares, découvert et neutralisé 309 objets dangereux. Tout cela représentait 90 % de ce qui était prévu en 2013. Fin 2013, le plan a été dépassé de 15 % ; environ 1 300 hectares ont été déminés dans les régions centrales de la Tchétchénie ; en 2 014,150 0 hectares supplémentaires ont été déminés.
En 2015, les activités de déminage en Tchétchénie et en Ingouchie ont été achevées, le plan annuel a été dépassé de 125 %, plus de 3 300 hectares ont été déminés, principalement dans les régions montagneuses d'Itum-Kalinskiy (ru) et de Dzheirakhsky.
En 2013, les sapeurs de Smeshko ont été chargés de découvrir et d'enterrer les restes des soldats soviétiques morts dans la région de l'Elbrouz lors de la bataille du Caucase . Le personnel a été formé aux compétences nécessaires au travail de recherche dans des conditions difficiles de haute montagne. La tâche a été accomplie.
Au printemps 2014, après l'annexion de la Crimée par la Russie, les ingénieurs militaires de la région militaire sud ont établi une traversée en ferry à travers le détroit de Kertch vers la Crimée . La communication est organisée entre les ports de Temriouk et Kertch.
En 2017, lors de l'opération de déminage dans la ville syrienne de Deir ez-Zour, les militaires du Centre international de lutte contre les mines sous la direction générale de Smeshko ont déminé plus de 1,2 mille hectares de territoire, environ 250 routes et plus de 1 800 bâtiments socialement significatifs. 44 000 objets explosifs ont été neutralisés, dont 9 000 engins artisanaux,.